# Лісова залізниця (Угорщина)

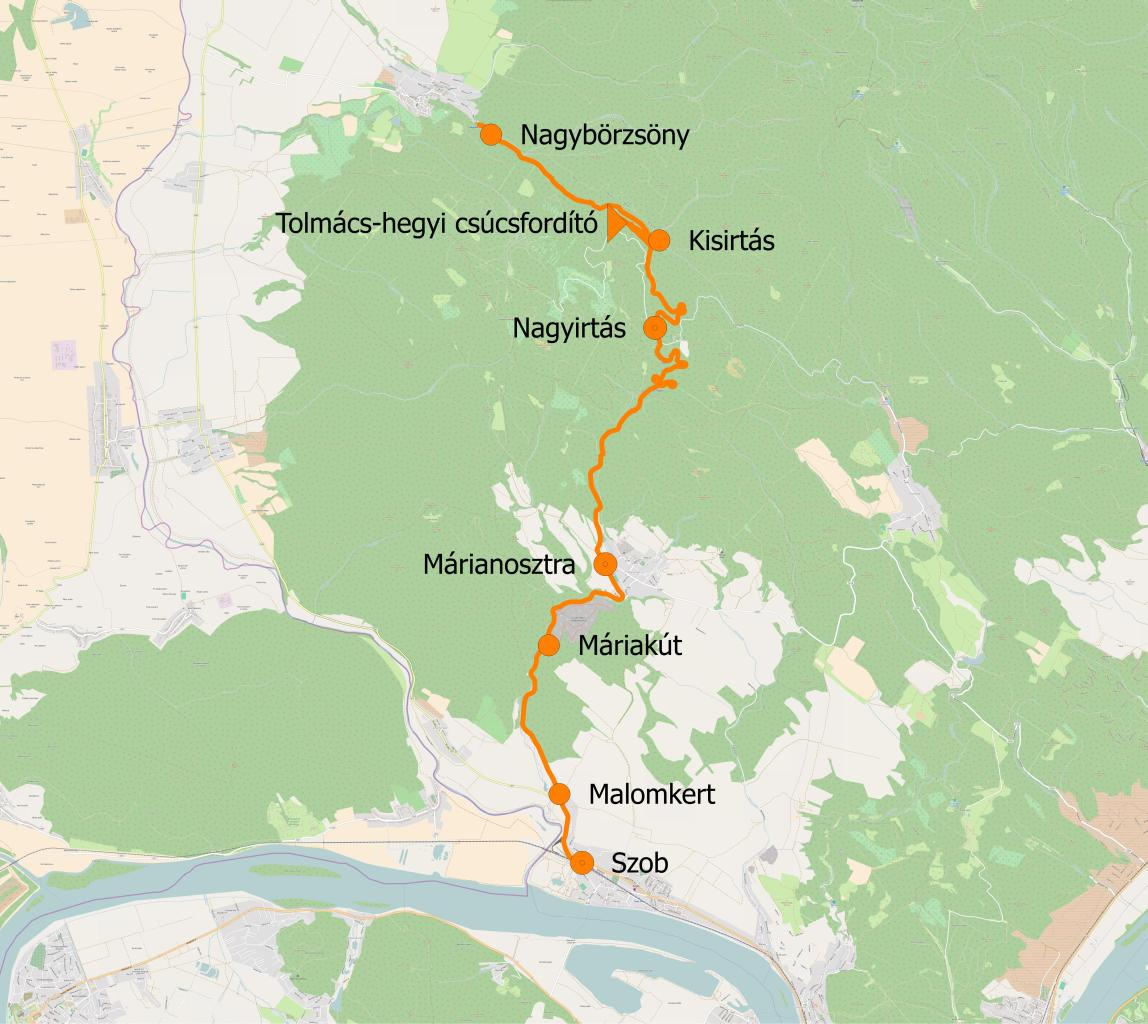
Мапа залізниці Соб — Надьбержень

Вузькоколійна залізниця Соб — Надьбержень (угор. Szob–Nagybörzsöny erdei vasút) — угорська вузькоколійна залізниця (760 мм) Надьбержень — Надьїрташ — Маріяностра — Соб, що проходить грабовим та буковим лісом (так звана лісова залізниця). З'єднує міста Соб і Надьбержень, утворена на основі трьох окремих, раніше не пов'язаних з собою ділянок (загальна протяжність 20,8 км).
Відома завдяки зигзаговій формі. Побудована в 1908 році, модифікувалася протягом усього XX століття, остання реконструкція проведена в 2016 році. Ділянка між населеними пунктами Кіш'їрташ і Надьїрташ є історичною пам'яткою: це єдина швидкісна вузькоколійна залізниця в Угорщині. Залізниця відкрита для подорожей влітку; подорож по залізниці вважається здійсненою, якщо пасажир з'їздив «туди і назад».

## Види рухомий склад
До кожної лінії прив'язані різні види вагонів і локомотивів.

### Локомотиви
| Назва            | Марка вагона | Колія  | Виробник            | Ппопередній власник | Поточний маршрут        | Примітки                | Зображення |
| ---------------- | ------------ | ------ | ------------------- | ------------------- | ----------------------- | ----------------------- | ---------- |
| D04-601          | L-60         | 760 мм |                     |                     | Соб – Маріяностра       | [ 2 ] [ 3 ]             |            |
| MD40-001         | MD-40        | 760 мм |                     |                     | Соб – Маріяностра       | [ 4 ]                   |            |
| 98 55 8242 002-4 | BNE-50       | 760 мм |                     |                     | Соб – Маріяностра       | Раніше носив номер 2601 |            |
| 3737             | C-50         | 760 мм |                     |                     | Соб – Маріяностра       |                         |            |
| M06-401          |              | 760 мм | MÁV Északi Főműhely |                     | Маріяностра – Надьїрташ | [ 5 ] [ 6 ]             |            |
| GV 3739          | C-50         | 760 мм | MÁV Északi Főműhely |                     | Надьїрташ – Надьбержень | [ 7 ] [ 8 ]             |            |
| GV 3756          | C-50         | 760 мм | MÁV Északi Főműhely |                     | Надьїрташ – Надьбержень | [ 7 ] [ 8 ]             |            |

### Вагони
| Назва    | Марка вагона | Колія  | Виробник | Попередній власник | Поточний маршрут        | Примітки    | Зображення |
| -------- | ------------ | ------ | -------- | ------------------ | ----------------------- | ----------- | ---------- |
| F07-401  |              | 760 мм |          |                    | Соб – Маріяностра       | [ 2 ] [ 3 ] |            |
| NY07-406 |              | 760 мм |          |                    | Соб – Маріяностра       | [ 3 ]       |            |
| 6012 UV  |              | 760 мм |          |                    | Соб – Маріяностра       |             |            |
| Jan      | Jan          | 760 мм |          |                    | Маріяностра – Надьїрташ | [ 5 ]       |            |
| Ba 001   |              | 760 мм |          |                    | Надьїрташ – Надьбержень | [ 8 ]       |            |
| Ba 002   |              | 760 мм |          |                    | Надьїрташ – Надьбержень | [ 8 ]       |            |